# 플래시 이벤트
플래시 이벤트(Flash event)는 어도비 플래시에 관련된 축제 및 행사를 말한다.

## 속성 분류
- 공설 - 나라, 기업, 단체가 주관하며, 금전적인 상금을 걸어 작품을 소집하는 형태의 공모전을 주로 연다.
- 사설 - 사설 이벤트는 플래시 콘텐츠 사이트에서 열리는 축제 및 행사를 말한다. 주요 이벤트는 공모전과 대회, 모집 등이 있다.

## 이벤트 용어
- 플래시 모집 - 플래시 콘텐츠 사이트에서 대표할 플래시 작가나 플래시 강사를 모집하는 이벤트이다.
- 플래시 대회 - 플래시를 통해서 참여자와 선의의 대결을 통해, 상품과 상관없이 순수하게 자발적으로 실력을 뽐내는 이벤트이다.
- 플래시 공모전 - 주관단체가 물질적인 상품을 걸고 작품을 소집하는 이벤트이다.

※ 대회와 공모전은 얼핏보면 구별이 가지않지만 엄연히 다르다. 경쟁을 요하는지 아닌지로 분류한다.

## 공설 플래시 이벤트
공설 공모전은, 플래시로 한정된 작품을 공모하기 보다는, 웹으로 볼 수 있는 작품을 포괄적으로 소집하는 경향이 있다. 그 이유는 어도비 플래시를 애니메이션 작품으로 만드는 층이 옅기 때문이다.

### 웹 애니메이션 페스티벌
웹 애니메이션 페스티벌(WAF)란, 웹 애니메이션 분야에 실력있는 창작자를 조기에 발굴하여 육성하고, 가능성 있는 작품의 사업화를 지원할 취지로 설립된 대한민국 공설 플래시 공모전이다.

#### WAF 2004
| 수상       | 작품   | 작가               | 작품                           |
| ---------- | ------ | ------------------ | ------------------------------ |
| 최종선정작 | 플래시 | 강병욱, 김환수     | 팜프레도                       |
| 최종선정작 | 동영상 | 조형진             | 별꽁달꽁                       |
| 우수선정작 | 동영상 | 한승우             | AUDIO MAMA                     |
| 우수선정작 | 플래시 | 재그지그 스튜디오  | 밀짚모자빨간코 물렁물렁 아저씨 |
| 우수선정작 | 동영상 | 플라잉 피그        | 좌충우돌 우야꼬                |
| 우수선정작 | 플래시 | 민경석             | 사랑해요메카닉베이비즈         |
| 우수선정작 | 동영상 | 오민근             | 무슨일이야                     |
| 우수선정작 | 플래시 | 이경미             | Ttols                          |
| 우수선정작 | 플래시 | ME41 디자인 연구소 | 찡거                           |
| 우수선정작 | 플래시 | 배영오             | 모도리                         |

#### WAF 2005
| 수상     | 작품   | 작가   | 작품            |
| -------- | ------ | ------ | --------------- |
| 대상     | 동영상 | 김학용 | 지미토피아      |
| 최우수상 | 플래시 | 노경근 | 마론            |
| 우수상   | 플래시 | 한승우 | 임진왜란        |
| 우수상   | 플래시 | 임준석 | 제이봇          |
| 장려상   | 플래시 | 이광사 | 산타훈련소 소녀 |
| 장려상   | 플래시 | 김대인 | 탄이야기        |
| 장려상   | 동영상 | 윤공주 | DRY YOUR EYES   |
| 장려상   | 플래시 | 한여은 | 엘리의 꿈       |

#### WAF 2007
| 수상   | 작품   | 작가     | 작품                     |
| ------ | ------ | -------- | ------------------------ |
| 대상   | 동영상 | 이용우   | 바나나쉐이크             |
| 우수상 | 플래시 | 최원진   | 쿰스토리                 |
| 우수상 | 플래시 | 김현욱   | 토니베어                 |
| 우수상 | 웹툰   | 그림공장 | 유쾌판타fun(뻔)한 이야기 |
| 우수상 | 웹툰   | 전기훈   | 썹이 스토리 ssuby story  |
| 장려상 | 동영상 | 임준석   | 스페이스버거             |
| 장려상 | 플래시 | 김정미   | 영웅고양이               |
| 장려상 | 동영상 | 김형모   | 진공                     |
| 장려상 | 동영상 | 김성중   | 카우                     |
| 장려상 | 동영상 | 선성경   | 인펙트                   |

#### WAF 2008
| 수상     | 부문 | 작품   | 작가   | 작품                          |
| -------- | ---- | ------ | ------ | ----------------------------- |
| 대상     | 일반 | 동영상 | 김이걸 | 아기고릴라 둥둥               |
| 대상     | 일반 | 웹툰   | 채기종 | 서울슈퍼                      |
| 최우수상 | 일반 | 웹툰   | 김균석 | 더 켓                         |
| 우수상   | 일반 | 동영상 | 이동엽 | Propose                       |
| 우수상   | 일반 | 동영상 | 이현미 | 이웃                          |
| 우수상   | 일반 | 웹툰   | 양희석 | R2                            |
| 우수상   | 일반 | 웹툰   | 김봉수 | 귀령음                        |
| 장려상   | 일반 | 동영상 | 강동현 | Under the moonlight           |
| 장려상   | 일반 | 동영상 | 박원   | 아리아리                      |
| 장려상   | 일반 | 동영상 | 박건웅 | 손글씨의 반란                 |
| 최우수상 | 학생 | 동영상 | 김희중 | The Generation                |
| 우수상   | 학생 | 동영상 | 하장환 | 엄청난 변명거리               |
| 우수상   | 학생 | 웹툰   | 정다운 | 개미 and 모험                 |
| 우수상   | 학생 | 플래시 | 문병준 | 슬리프                        |
| 우수상   | 학생 | 웹툰   | 이은지 | 햄스터의 탈출                 |
| 장려상   | 학생 | 동영상 | 차연주 | Reverse                       |
| 장려상   | 학생 | 동영상 | 정다운 | 하늘을 나는 고양이의 생각상자 |
| 장려상   | 학생 | 웹툰   | 정선아 | 조기유학                      |
| 장려상   | 학생 | 웹툰   | 최예원 | 그것이 젊음                   |
| 장려상   | 학생 | 웹툰   | 김채영 | 되는대로 일상대로             |
| 장려상   | 학생 | 웹툰   | 하승우 | 토끼의 간                     |
| 특별상   | 학생 | 웹툰   | 한승희 | The Little Prince             |
| 특별상   | 학생 | 웹툰   | 남도현 | 갈색나무 반지                 |

## 대한민국 플래시 이벤트

### 플래시365 공모전

#### 플래시365 1주년 공모전
플래시365에서 처음 열린 1회 공모전이다.
| 수상     | 작품 | 플래시 작가  | 플래시 작품                |
| -------- | ---- | ------------ | -------------------------- |
| 최우수상 | 애니 | 방군         | 플래시 365대륙 그리고 위기 |
| 우수상   | 애니 | 구토할배     | 리틀괴물의 모험!!!!        |
| 우수상   | 애니 | 푸를뜯고놀자 | 테루테루보즈               |
| 장려상   | 애니 | darkdof      | 킬러 김저격 외전           |
| 장려상   | 애니 | 추바         | 뮤직플래시_Audition        |
| 장려상   | 애니 | sp-s군       | 비가와 -락밴드 크로스-     |

#### 플래시365 3주년 공모전
플래시 콘텐츠 사이트 플래시365가 3주년 자축을 기념하기 위해서 개최한 플래시 공모전이다.
| 작품 | 점수   | 플래시 작가 | 플래시 작품       |
| ---- | ------ | ----------- | ----------------- |
| 게임 | 비공개 | 구토할배    | 감옥탈출!         |
| 게임 | 비공개 | 김병준      | 서바이벌 게임     |
| 게임 | 비공개 | 낙지        | 위험한 점프!      |
| 게임 | 비공개 | 막신        | 기어 파이터       |
| 게임 | 비공개 | 짠지맨      | Robot Defense     |
| 애니 | 비공개 | 기니옌      | ...run?           |
| 애니 | 비공개 | 레지던트    | American West     |
| 애니 | 비공개 | 바보        | 달맞이꽃          |
| 애니 | 비공개 | 패닉        | Cube              |
| 애니 | 비공개 | 혜성        | 빙하살리기 대작전 |

#### 플래시365 공모전에 대한 비판
객관적이지 못한심사와더불어, 점수제임에도 불구하고 점수를 일체 공개하지 않는다. 이는 많은 플래시 작가들로부터 비난을 받았다.
- 이 외에도 대한민국에는 KWC를 비롯한 많은 공모전 및 대회가 존재한다.

## 일본 플래시 이벤트
일본에서 주로 열리는 이벤트를 나열한다.

### 홍백플래시합전
홍백 FLASH 전투는 일본의 웹사이트 2채널, Flash 동영상판에서 2002년부터 개최된 온라인 플래시 대회이다.
연말에 방송하는 홍백가합전에서 유래된 대회이며, 출전자가 홍팀과 백팀으로 나뉘어서
실력이 대등한 플래시 작가가 작품을 통해 대결하는 취지로 시행한다. 현재는 완전한 비영리운영을 하고 있다.
2002년부터, 2004년까지 총 3회 대회가 열렸으며, 2005년부터는 Flash★Bomb 오프라인 대회와 합병되면서,
Slash Up이라는 온오프라인 대회이라는 거대한 대회로 규모가 커졌다. 그러나 성급한 나머지 그 대회가 흐지부지 되어서.
홍백플래시합전이 2007년에 다시 부활했다, 현재 2008년까지 총 정규적으로 다섯 번 열린 대회이다.
주로 홍백전에 잘 알려진 작품은, 3회 대회에 MVP를 수상한 작품 나이트메어시티로 들 수 있다.
이 대회는 원래 일본대회였지만, 2008년에 개최된 5회 대회는 한국인과 대만인이 한명씩 출전하게 되어서,
국적을 넘어 국제적인 대회로 참여하는 의의가 생겨났다. 출전자의 다수가 일본인이지만,
이 계기를 통해서 홍백전의 플래시계의 위상이 더욱 높아지게 되었다.
대한민국 출전자는 네이버 카페의 니챤AA커뮤니티에 활동하고 있는 오센이며, 출품작품은 Nightmare City - Garakuta no kamisama -이다.

#### 역사
- 2002년, 순함씨(예쁜핵병기)를 주최로 내걸어, 운영 FLASH50씨를 앉힌 것으로부터 시작된다.

　연말, 홍백으로 나뉜 FLASH 작가들이 신작을 모두가 즐기고 싶어하는. 그런 열기 중에서 홍백은 대성공을 거두어
　2003년 여름에 개최된 동운영에 의한 오프라인 이벤트 「FLASH★BOMB」에 계승해 열기가 지속된다.
- 2003년부터 주최를 FLASH50씨가 담당해, 제2회홍백 FLASH 전투는 한층 더 성장을 더 성장하게 된다.

　참가자·관객·운영 각각의 규모는 확대되어, 많은 사람에게 홍백 FLASH 전투가 알려지게 되었던 것도 이 무렵부터이다.
- 2004년, 사실상 「마지막 홍백」이 개최된다.

　2005년 여름에 신이벤트가 고지되어 그 후의 홍백 FLASH 전투, FLASH★BOMB는 「slashup」에 인계되었다.
　그러나, 종래의 2ch를 이용한 이벤트를 바라는 목소리가 나와, 비밀리에 의한 「홍백암과제」개최가 결정된다.
　동시에 slashup를 모방한 「naname up」도 개최되어 홍백 FLASH 전투는 이 후부터 역사에 막을 내리게 됩니다.
- 2006년은 「제2회홍백암과제」 「제2회naname up」가 무사 개최되어 서서히 이벤트 통합의 이야기가 나오기 시작한다.

- 2007년은 「홍백 FLASH 전투」가 부활한다. 전부터의 규모보단 협소했었지만, 이벤트의 통합 등을 거쳐

　충분히 향후의 가능성에 기대 가능성이 보였다.
- 2008년은 「니코니코 동영상」와의 제휴가 정해져, 이번의 홍백전은 전과 다른 거대한 규모로 널리 알려졌다.

#### 제삼회홍백플래시합전
| 수상         | 작품 | 점수   | 팀명 | 플래시 작가          | 플래시 작품                |
| ------------ | ---- | ------ | ---- | -------------------- | -------------------------- |
| MVP          | 애니 | 1493표 | 홍팀 | Clairvoyance         | Nightmare City             |
| FLASH50상    | 애니 |        | 백팀 | 400km/h              | EndlessFight               |
| FLASH50상    | 애니 |        | 백팀 | 穴清水               | 地下幻想奇譚 「座敷牢」    |
| 기술상       | 애니 | 355표  | 백팀 | 弥栄堂               | 황소개구리                 |
| 인터랙티브상 | 게임 | 55표   | 백팀 | しっぽのとこ         | Ascii Art World            |
| 아이디어상   | 게임 | 186표  | 백팀 | 接着剤.sub           | コロロ                     |
| 노력상       | 애니 | 89표   | 홍팀 | prime803             | 신취사초                   |
| 유머상       | 애니 | 690표  | 백팀 | ヘッポコムービーズ   | もさもさんた               |
| 감동상       | 애니 | 286표  | 홍팀 | N-GRAVITY            | ハクシャクノテンシ         |
| 디자인상     | 애니 | 473표  | 홍팀 | Orange Age           | ability                    |
| 스토리상     | 애니 | 486표  | 백팀 | 奪☆武蔵ノ技術研究所  | あと一週間で消えるとしたら |
| 소재부상     | 애니 |        | 홍팀 | 베라돈나             | 미러 볼·새틀라이트         |
| 소재부상     | 애니 |        | 백팀 | 杉本君こんばんわ     | サモンヒーロー             |
| 시스템부상   | 애니 |        | 홍팀 | KL system 9.1        | ギコネコの大冒険２         |
| 시스템부상   | 애니 |        | 홍팀 | a2949                | ぷよふら                   |
| 가이드부상   | 애니 |        | 홍팀 | 私的似非ベジタリアン | 맛있는 크로켓을 만들자!    |
| 가이드부상   | 애니 |        | 홍팀 | なにかがだめぽ       | クリスマス中止撤回         |

#### 홍백플래시합전 2008
결과 : 홍팀 287표　백팀 188표 (홍팀 승리)
| 작품 | 팀명 | 플래시 작가  | 플래시 작품                             |
| ---- | ---- | ------------ | --------------------------------------- |
| 애니 | 개막 | 하타라키아키 | 미치히카                                |
| 애니 | 홍팀 | EM           | MASKMAN                                 |
| 애니 | 홍팀 | 토스케       | 할아버지는 히어로!                      |
| 애니 | 홍팀 | ドラ藤本     | 3개의 화살                              |
| 애니 | 홍팀 | 高村四郎     | 大冒険家 大西智宏 未開拓廃墟に挑む！    |
| 애니 | 홍팀 | 오센         | Nightmare City - Garakuta no kamisama - |
| 애니 | 홍팀 | 쿠츠시타     | ナミダアクマ                            |
| 애니 | 홍팀 | 컁           | 市況戦艦ＡＡＴ                          |
| 애니 | 홍팀 | yama_ko      | Crosses                                 |
| 애니 | 홍팀 | RAG          | 「初音ミク」ハト「のＰＶっぽいの」      |

### Flash★Bomb
FLASH★BOMB(FLASH★Baka's Offline Meeting Banquet의 약어)는 2003년~2005년의 여름에 열렸던 오프라인 플래시 대회이다.
나중에 이 대회는 홍백플래시합전과 병합되어서 slashup으로 리뉴얼했다. 준말로는 F★B, FB로 불리기도 한다.

### slashup
slashup(/up,/p등 )란, MUZO 주최에 의한 FLASH★BOMB·홍백플래시합전이 합병된 플래시 대회이다.
여름과 겨울의 연 2회, 교대로 행해진다. 노마네코 문제이후, MUZO는 판외의 단체라고 인식되어 버린 일로부터 독자적인 연말 이벤트가 다시 부활하며, 이 대회가 붕괴되었다.

### 플래시학원제
일본의 웹사이트 니챤네루 Flash 게시판에서 2006년부터 개최된 온라인 플래시 대회이다.
학창시절의 열정을 표현하자는 취지로, 출전자의 범위는 학생으로 되어 있다.
홍백플래시합전보다는 규모와 실력이 한 단계 떨어지긴 해도, 그에 버금가는 대회로 인정받는 분위기이다.

#### 플래시학원제2006
입상작
| 수상         | 작품 | 점수 | 플래시 작가 | 플래시 작품                      |
| ------------ | ---- | ---- | ----------- | -------------------------------- |
| 최우수상     | 애니 | 34표 | 아마츠      | 포기하지마                       |
| 우수상       | 애니 | 32표 | 暇津        | 즉흥이야기                       |
| 우량상       | 게임 | 25표 | 키메라 Team | Dancing☆Onigiri Box ―BATTLE BOX― |
| 부문상       | 애니 |      | Raptor      | 타학생                           |
| 주최자특별상 | 애니 |      | 西廻り航路  | Lid o toilet                     |

#### 플래시학원제2007
입상작
| 수상         | 작품 | 점수 | 플래시 작가       | 플래시 작품                                   |
| ------------ | ---- | ---- | ----------------- | --------------------------------------------- |
| 최우수상     | 애니 |      | Barry             | Saint Elmo's bullet 2 ~Calm Before the Storm~ |
| 우수상       | 애니 |      | eau.              | locus -emoion materials-                      |
| 우량상       | 게임 |      | 눈사람            | kuso game                                     |
| 주최자특별상 | 애니 |      | 小栗鼠            | 면접                                          |
| 주최자특별상 | 애니 |      | 暇津改め久海 夏輝 | 어드벤쳐                                      |

#### 플래시학원제2008
입상작
| 수상         | 작품 | 점수 | 플래시 작가    | 플래시 작품                       |
| ------------ | ---- | ---- | -------------- | --------------------------------- |
| 최우수상     | 애니 | 64표 | 이즈           | 네버엔드                          |
| 우수상       | 애니 | 40표 | 각용           | Falling World                     |
| 우량상       | 애니 | 36표 | 아프로다아프로 | 세계의 평화를 지키는 아르바이트!! |
| 4위          | 애니 | 32표 | 쿠로카게       | Apostle Sacrifice.                |
| 5위          | 애니 | 28표 | HTK            | 토리코롤토루쿠                    |
| 주최자특별상 | 애니 |      | 사랑           | JUMPED!!                          |
| 주최자특별상 | 애니 |      | kazan          | FatalZone exteriod                |

## 같이 보기
- 어도비 플래시
- 대한민국의 플래시 콘텐츠 사이트
- 플래시 애니메이션 목록